# St. Felix und Regula (Thalwil)

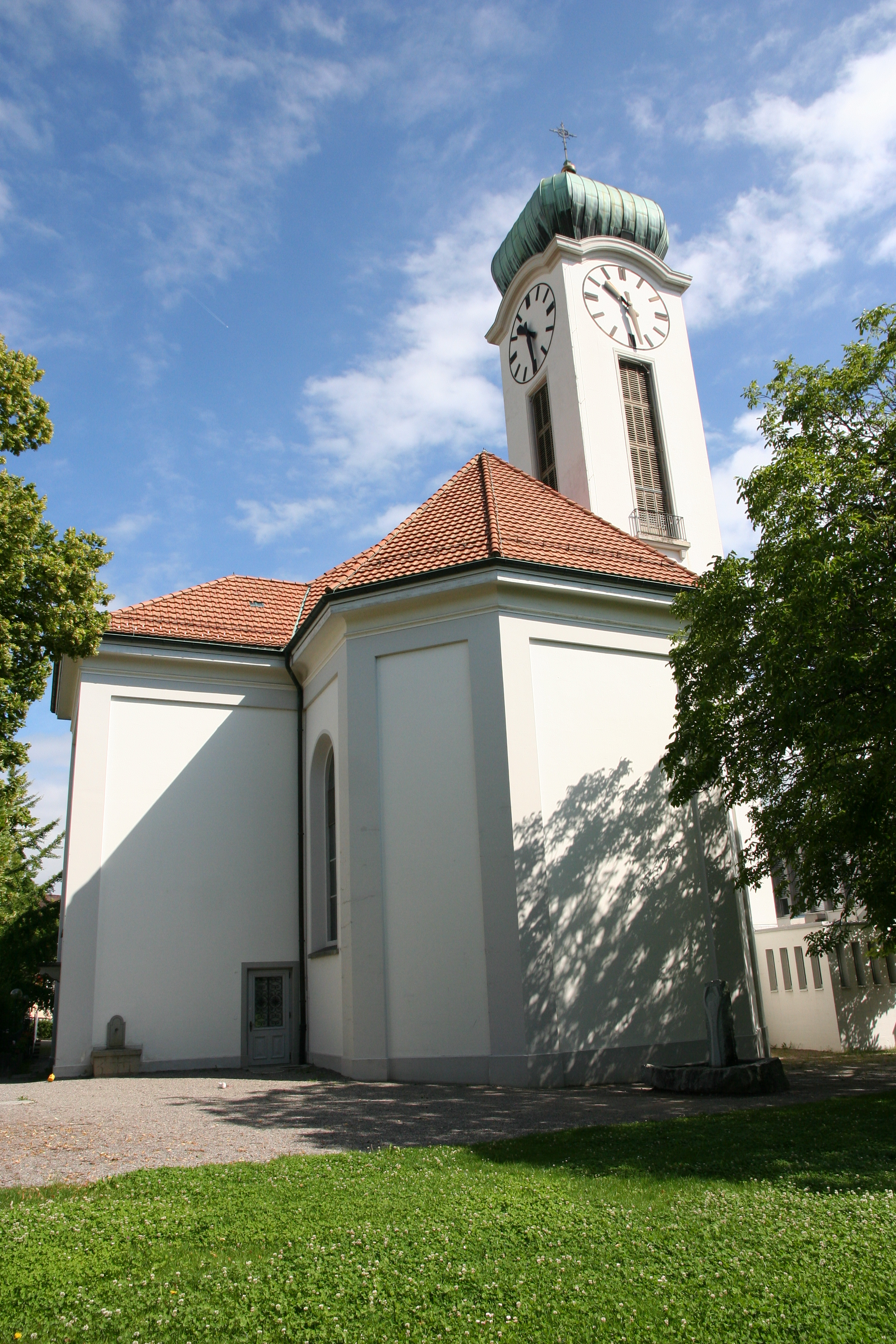
Kirche St. Felix und Regula

Die Kirche St. Felix und Regula ist die römisch-katholische Pfarrkirche von Thalwil im Bezirk Horgen. Sie ist die erste Kirche im Kanton Zürich, die nach der Reformation das Doppelpatrozinium der Zürcher Heiligen Felix und Regula erhielt.

## Geschichte

### Vorgeschichte und Namensgebung
Nach dem Willen von Graf Kuno von Rheinfelden hätte das Kloster Muri eigentlich im Jahr 1127 in Thalwil gegründet werden sollen, wurde dann aber im Freiamt aufgebaut. Das Kloster Muri besass in Thalwil Erblehensrechte, Lehenschaft, Niedergericht und Kollatur. Die mittelalterliche Kirche von Thalwil war dem hl. Martin gewidmet und wurde im Jahr 1179 als erste Kirche am linken Zürichseeufer erwähnt. Es ist anzunehmen, dass die Kirche vom Kloster Muri gestiftet wurde, wofür auch die Tatsache spricht, dass beide Kirchen denselben Kirchenpatron hatten.
Durch Tausch gelangte die Kirche von Thalwil im Jahr 1256 vom Kloster Muri an das Kloster Wettingen, welches das Kollaturrecht über die Reformationszeit hinaus bis 1838 ausübte. Nach der Reformation in Zürich ab dem Jahr 1523 wehrte sich Pfarrer Konrad Nüppheim vergeblich gegen die Einführung des reformierten Gottesdienstes in Thalwil, weshalb er nach Wädenswil wechselte, wo am «alten Glauben» länger festgehalten wurde. In Thalwil wurde die mittelalterliche Kirche fortan für reformierte Gottesdienste verwendet.
Nach Umbauten zwischen 1578 und 1656 wurde die alte Kirche 1845–1847 vollständig durch einen Neubau ersetzt, die heutige reformierte Kirche von Thalwil, welche sich am gleichen Ort wie ihr Vorgängerbau auf der Platte befindet.

### Entstehungs- und Baugeschichte
Das Toleranzedikt von 1807 erlaubte erstmals seit der Reformation wieder katholische Gottesdienste im Kanton Zürich, örtlich jedoch auf die Stadt Zürich beschränkt. Die Niederlassungs- und Religionsfreiheit der Helvetischen Republik und ab 1848 des schweizerischen Bundesstaates ermöglichten es den Katholiken aus der Zentral- und der Ostschweiz, aber auch aus dem katholisch geprägten Ausland, sich im Kanton Zürich niederzulassen.
Der erste katholische Gottesdienst in der Region nach der Reformation fand im Jahr 1864 in Gattikon statt, weil dort etliche katholische Fabrikarbeiter samt Familien ansässig waren. Zur 1880 gegründeten Pfarrei St. Marien Langnau-Gattikon gehörten zunächst auch die Katholiken von Thalwil. Weil die Kirche St. Marien in Langnau auch nach der Abtrennung von der Adliswiler Pfarrei Hl. Dreifaltigkeit zu klein und der Kirchweg für die Thalwiler Katholiken weit war, bildete sich in Thalwil am 29. September 1897 der Katholische Kirchenbauverein Thalweil, der unverzüglich einen Bauplatz für eine eigene Kirche in Thalwil sicherte.
Am 17. Juni 1898 fand die Grundsteinlegung für den Bau der Kirche statt. Diese wurde vom lokalen Baumeister Rocco Perlatti nach Plänen von Johann Meyer (1820–1902), Luzern, gebaut. Die Kirche St. Felix und Regula wurde mit Spendengeldern und der Unterstützung der Inländischen Mission erbaut und am 18. Juni 1899 benediziert. Der Turmbau erfolgte erst im Jahr 1924. Erbaut wurde der Kirchturm nach Plänen des Zürcher Architekten Anton Higi. In den Turm aufgezogen wurden die alten Glocken der paritätischen Kirche St. Agatha (Dietikon), die einem Neubau samt neuen Glocken weichen musste.
1952–1953 wurde die Kirche durch Architekt Joseph Steiner, Schwyz, renoviert und in ihrem Inneren neu gestaltet. Hierbei wurde die Kirche im Chor mit einem Decken- und über den Seitenaltären mit je einem Wandgemälde ausgestaltet. Am 20. November 1952 weihte der Churer Bischof Christian Caminada die Kirche. 1959 erhielt der Kirchturm sein heutiges, fünfstimmiges Geläut.
1968–1969 wurde das Pfarreizentrum erbaut und die Kirche aussen renoviert. 1972 erfolgte die Umsetzung der Vorgaben des Zweiten Vatikanischen Konzils, wobei auch ein Volksaltar geweiht wurde. 1983 fand die zweite grosse Innensanierung der Kirche statt. Hierbei erhielt die Kirche auch die Metzler-Chororgel, 1985 wurde auf der Orgelempore die grosse Orgel mit 32 klingenden Registern aufgebaut. 1988 erfolgte die Renovation des Kirchturms, 1990 die Aussenrenovation von Pfarreizentrum und Kirche. 2010 wurde das Pfarreizentrum durch einen Erweiterungsbau ergänzt.
Die Pfarrei St. Felix und Regula bildet zusammen mit der Pfarrei St. Nikolaus (Rüschlikon) eine Kirchgemeinde. Diese ist mit ihren 6'206 Mitgliedern (Stand 2021) eine der grösseren katholischen Kirchgemeinden des Kantons Zürich.

### Tochterpfarrei Rüschlikon
Nach dem Zweiten Weltkrieg wuchs die katholische Bevölkerung in Rüschlikon an, sodass der Wunsch nach einer eigenen katholischen Kirche entstand. Ab 1963 fanden in Rüschlikon katholische Gottesdienste statt, und ab 1969 war dort ein eigener Seelsorger tätig. Die katholische Kirchgemeinde Thalwil-Rüschlikon lehnte ein erstes Projekt für eine Kirche in Rüschlikon ab, da es zu gross und zu teuer erschien. Ein zweites, reduziertes Konzept wurde im Jahr 1979 angenommen. Am 28. Februar 1982 weihte Johannes Vonderach als Bischof von Chur die Kirche St. Nikolaus (Rüschlikon). 1997 wurde St. Nikolaus Rüschlikon zu einer eigenständigen Pfarrei ernannt.

## Baubeschreibung

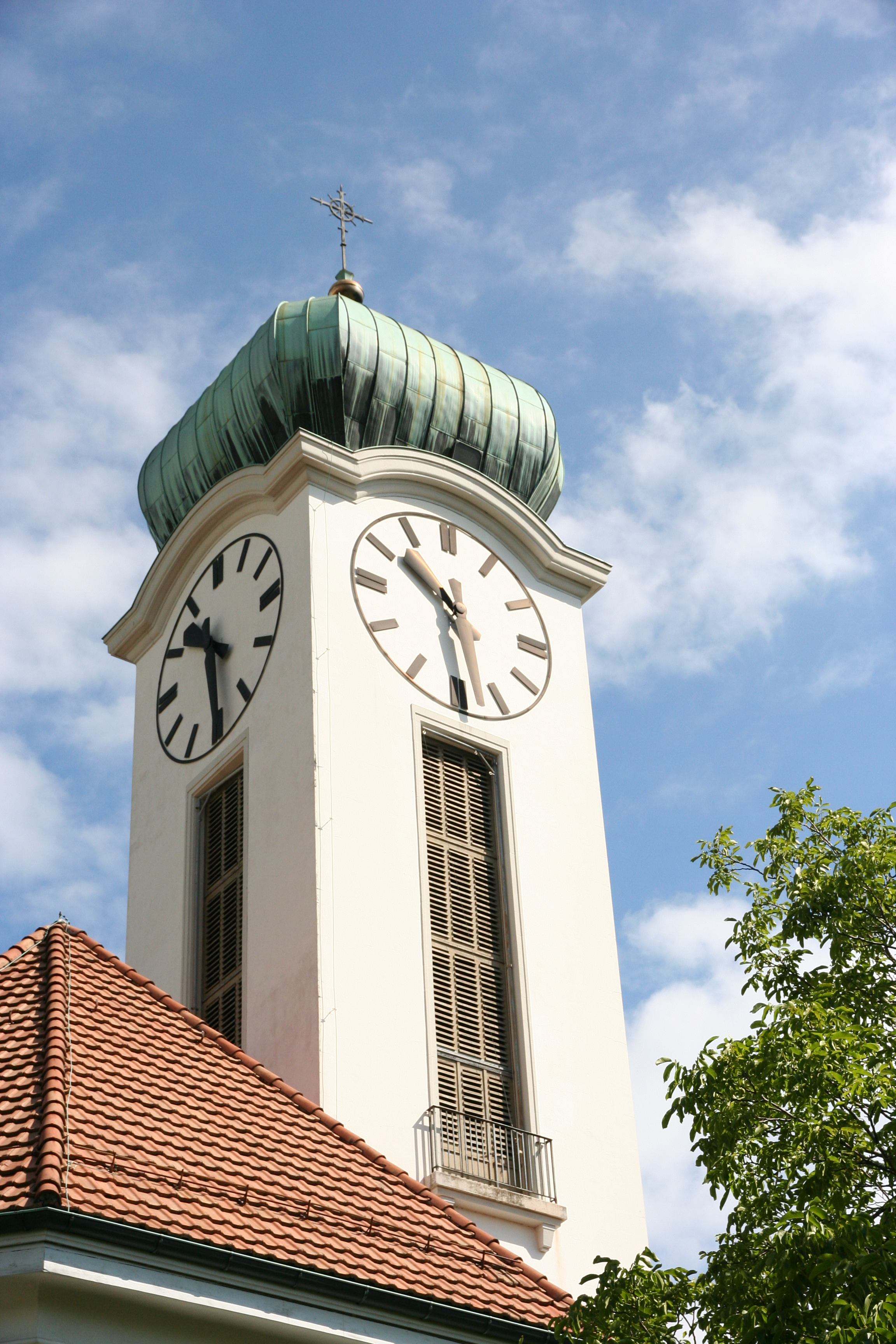
Kirchturm von 1924

### Kirchturm und Äusseres
Die Kirche St. Felix und Regula liegt in Thalwil an der Seehaldenstrasse. Aufgrund der damaligen Parzellierung und der Topografie ist die Kirche nicht geostet, sondern zeigt gen Süden. Als schlichte neobarocke Saalkirche 1898–1899 erbaut, besass sie zunächst weder Kirchturm noch Dachreiter, lediglich ein einfaches Giebelkreuz an der nördlichen Frontseite verwies auf die christliche Bestimmung des Gebäudes. Der im Jahr 1924 erbaute Kirchturm verstärkt durch seinen Zwiebelturm das neobarocke Erscheinungsbild der Kirche. Westlich von der Kirche befindet sich das Pfarrhaus, östlich an die Kirche wurde 1968–1969 das Pfarreizentrum angebaut.

#### Glocken 1927–1959
Als die paritätische Kirche St. Agatha Dietikon durch einen Neubau ersetzt wurde, ergab sich für die Pfarrei Thalwil die Möglichkeit, das alte Geläut von Dietikon zu erwerben. Hierbei handelte es sich um vier Glocken mit unterschiedlichem Alter und Herkunft: Die grösste Glocke stammte von der Giesserei Johann Jakob Grieshaber in Waldshut. Diese Glocke trug jedoch am Joch die Jahreszahl 1658. Dieser Umstand lässt sich anhand einer Chronik der Pfarrei Urdorf erklären: Die Glocke war im Jahr 1705 gesprungen und wurde daraufhin umgegossen. Die kleinste und die zweitkleinste Glocke dürften aufgrund ihrer Form und ihrer Inschriften aus dem 13. bis 14. Jahrhundert zu datieren sein.
Dieses erste Geläut der Kirche St. Felix und Regula tat seinen Dienst bis 1959, als es durch die heutigen Glocken ersetzt wurde. Die drei grösseren Glocken wurden eingeschmolzen, die kleinste wurde ins Museum in Dietikon verbracht und befindet sich heute bei der Abdankungshalle des Friedhofs Guggenbühl in Dietikon.
| Nummer | Gewicht | Durchmesser | Ton  | Widmung        | Gussjahr |
| ------ | ------- | ----------- | ---- | -------------- | -------- |
| 1      | 850 kg  | 122 cm      | fis1 | Jesus Christus | 1705     |
| 2      | 600 kg  | 100 cm      | gis1 | hl. Maria      | 1410     |
| 3      | 275 kg  | 78 cm       | h1   | Frieden        |          |
| 4      | 200 kg  | 71 cm       | d2   | Angelus        |          |

#### Glocken seit 1959
Die heutigen Glocken der Kirche St. Felix und Regula wurden von der Glockengiesserei H. Rüetschi, Aarau, am 8. und 17. April 1959 gegossen.
| Nummer | Gewicht | Durchmesser | Ton  | Widmung          | Inschrift |  |
| ------ | ------- | ----------- | ---- | ---------------- | --- |  |
| 1      | 5984 kg | 220 cm      | fis0 | Dreifaltigkeit   | Durch meine Stimme preisen alle Menschen Dich, Gott den Vater, den Sohn und den Heiligen Geist.                                                                                              |  |
| 2      | 2905 kg | 174 cm      | ais0 | Felix und Regula | Heilige Patrone Felix und Regula, Euch haben wir dieses Gotteshaus geweiht; Ihr aber bittet für uns in der triumphierenden Kirche, auf dass wir der Barmherzigkeit Gottes teilhaftig werden. |  |
| 3      | 1724 kg | 145 cm      | cis1 | Muttergottes     | Sei gegrüsset Maria, gnadenvolle, durch meinen Jubel mögen Dich seligpreisen alle Geschlechter.                                                                                              |  |
| 4      | 1215 kg | 129 cm      | dis1 | Josef            | Heiliger Joseph, Schutzherr der Heiligen Familie, beschütze auch uns und unsere Familien jetzt und in der letzten Stunde des Todes.                                                          |  |
| 5      | 764 kg  | 110 cm      | fis1 | Schutzengel      | Preiset den Herrn, ihr alle seine Engel, und beschützet uns immer auf dem Weg des Lebens. |  |

### Innenraum und künstlerische Ausstattung

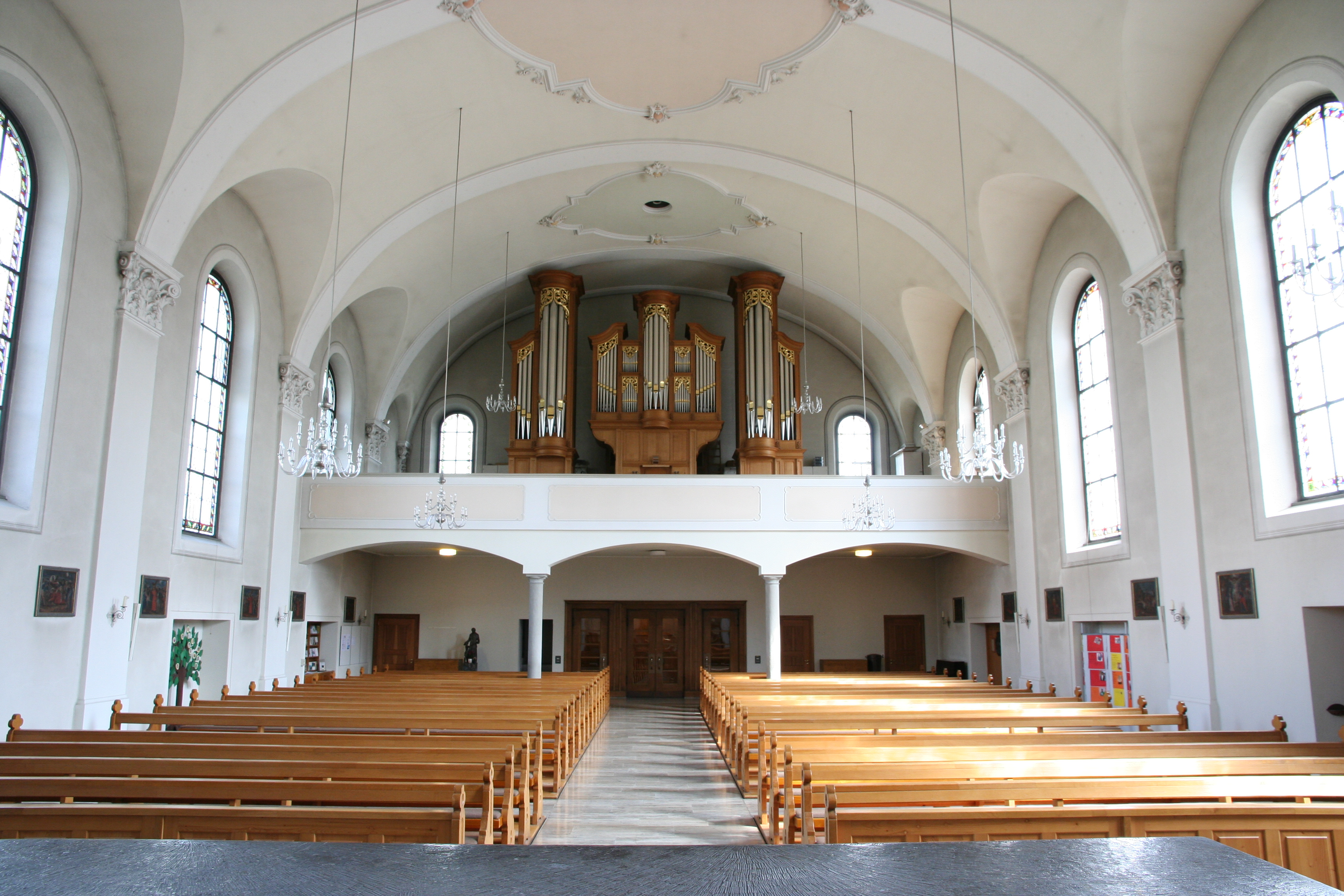
Innenansicht

#### Neubarocke Grundgestaltung
In das Innere der Kirche St. Felix und Regula dringt aufgrund der grossen Glasfenster viel Tageslicht. Diese Lichtführung entspricht auch der Tradition barocker Kirchen, denen die Kirche St. Felix und Regula nachempfunden ist. Die Kirche ist hell gestrichen und mit schlichter Stuckatur verziert. Pilaster mit korinthischen Kapitellen übernehmen scheinbar die Last der Gurtbögen des Tonnengewölbes. Der eingezogene Chor ist um einige Treppenstufen vom Boden des Kirchenschiffs abgehoben.

#### Innenausstattung 1899 bis 1982
Im Lauf der Zeit wurde der Innenraum der Kirche mehrfach umgestaltet. Von 1899 bis 1908 war der Altarraum der neu erbauten Kirche aufgrund Geldmangels noch schlicht gehalten. Der Hauptaltar wurde von zwei Seitenaltären flankiert, einer von diesen war der Muttergottes gewidmet. Ab dem Jahr 1908 wurde die schlichte erste Ausstattung durch neue Elemente ergänzt. So stiftete der bischöfliche Offizial und spätere Bischof Georg Schmid von Grüneck den Kreuzweg, auch wurde 1908 eine erste Kanzel in der Kirche aufgestellt. 1909 erhielt die Kirche eine Kommunionbank.
Nach der Tilgung der Bauschuld im Jahr 1915 war die Auftragserteilung für einen neuen Hochaltar sowie zwei neue Seitenaltäre möglich. Erstellt wurden diese Altäre von der Firma Messmer, Basel. Beim Tabernakel des Hauptaltars handelte es sich um den bisherigen des Kapuzinerklosters Arth. Das obere Altarblatt des Hochaltars zeigte den hl. Felix, die flankierenden oberen Statuen stellten die hl. Regula und den hl. Georg dar. Das grosse Altarbild zeigte Jesus am Kreuz, flankiert von den beiden grossen Statuen des hl. Martin (Patron der mittelalterlichen Kirche von Thalwil) und des hl. Benedikt (in Erinnerung an die Verbundenheit Thalwils mit dem Kloster Muri bzw. später mit dem Kloster Wettingen).
In den Jahren 1952–1953 erfolgte eine grosse Innensanierung der Kirche durch Architekt Joseph Steiner, Schwyz. Dieser liess die neubarocke Gestaltung des Kircheninnenraums weitgehend verschwinden und verlieh der Kirche einen damals zeitgemäss erscheinenden Gestus. Die neubarocken Hoch- und Seitenaltäre wurden abgebaut und durch moderne Sandsteinaltäre ersetzt. An der Chorwand, wo bis 1952 der Hochaltar gestanden hatte, wurde eine monumentale Kreuzigungsgruppe aus Holz angebracht, gefertigt vom Künstler Lichtenstern, Zug. Der Künstler und Priester Ludwig Schnüriger (1915–1991) aus dem Fürstentum Liechtenstein erstellte die Bilder an der Wand über den neuen Seitenaltären sowie an der Decke des Chors. Das Deckengemälde zeigte Gott als Schöpfer der Welt, das Gemälde über dem linken Seitenaltar die hl. Maria und dasjenige über dem rechten Seitenaltar die Kirchenpatrone, den hl. Felix und die hl. Regula.
Nach dem Zweiten Vatikanischen Konzil wurde 1968 zunächst ein provisorischer Volksaltar aufgestellt. 1971 wurde dieser durch einen steinernen Volksaltar ersetzt, dessen Frontpartie ein Bronzerelief besass, auf dem das Abendmahl Jesu mit den 12 Aposteln dargestellt gewesen war. Geweiht wurde der Altar am 16. Januar 1972.

#### Innenausstattung seit 1982

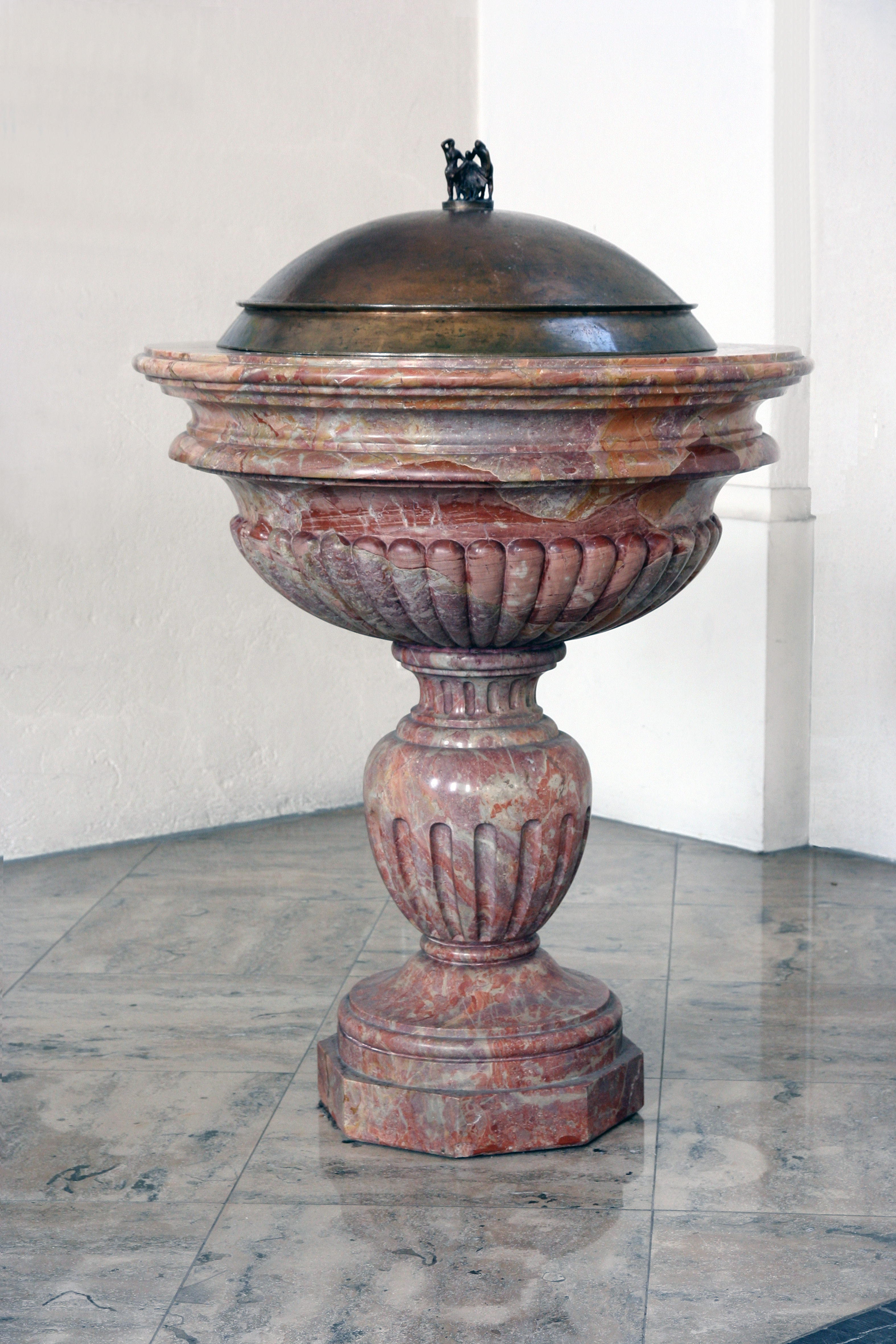
Taufstein

1982 erfolgte eine zweite umfassende Innenrenovation der Kirche. Hierbei wurden die Holzplastiken über dem Hochaltar von 1953 wieder entfernt und die Gemälde von Ludwig Schnüriger überdeckt. Da der Chor für die Hauptgottesdienste keine Verwendung mehr fand, jedoch eine Werktagskapelle fehlte, wurde der Entscheid getroffen, aus dem Chor eine Kapelle zu machen. Als Abgrenzung der Kapelle von der Kirche wurde hinter dem Volksaltar eine Chororgel eingebaut, deren Rückwand gegen die Kirche gerichtet ist und als Flügelaltar gestaltet wurde.
Walter Habdank aus Starnberg bei München erhielt den Auftrag für die Bilder dieses Flügelaltars. Die fünf Bilder zeigen v. l. n. r.: Seine Liebe gilt den Armen und Kranken, 2. Der barmherzige Samaritan (sic!), 3. Versammelt zum Mahl der Liebe, 4: Simon hilft das Kreuz tragen. 5. Den Armen verkündet er das Heil, den Trauernden Freude. Der Luzerner Bildhauer Franco Annoni gestaltete Volksaltar, Ambo, Taufsteindeckel, Tabernakel, das Relief an der Frontseite des Volksaltars mit der Darstellung des hl. Felix und der hl. Regula, das Ewige Licht, den Osterleuchter sowie die Altarkerzenständer. Der Altar wurde aus Alpenkalk gehauen.
Die Werktagskapelle erhielt denjenigen Altar, der bisher in der Taufkapelle gestanden hatte. Als Altarschmuck wurde ein Marienbild angeschafft, ausserdem wurde ein Kruzifix-Korpus an der Chorwand hinter dem Werktagsaltar angebracht. Zwölf der vierzehn Kreuzwegbilder stammen aus dem Jahr 1765, die beiden fehlenden wurden im gleichen Stil ergänzt. Anstelle der Seitenaltäre wurde links der Tabernakel und rechts der Taufstein aufgestellt, letzterer befand sich bis dahin in der Taufkapelle, in die ein Beichtstuhl eingebaut wurde. Am 25. Oktober 1983 erfolgte die Weihe des Volksaltars.
1986 wurden über dem Tabernakel und über dem Taufstein zwei Tapisserien aus dem Atelier de la Martinerie, Ports sur Vienne (Frankreich), aufgehängt. Der Teppich über dem Tabernakel trägt die Inschrift «Ich bin das Brot, das der Welt Leben gibt. Wer dieses Brot isst, wird leben in Ewigkeit.» Der Teppich über dem Taufstein trägt den Satz: «Wer von diesem Wasser trinkt, das ich gebe, wird nicht mehr durstig sein, es wird ihm zur sprudelnden Quelle des Lebens.»

### Orgel
Ihre erste Orgel erhielt die Kirche St. Felix und Regula im Jahr 1910. Es handelte sich um die alte Orgel der reformierten Kirche Uster. Diese umfasste 30 Register, stammte aus dem Jahr 1878 und war ursprünglich von der Rapperswiler Firma Spaich Orgelbau erstellt worden. Abgebaut und in Thalwil aufgestellt wurde das Instrument von der Männedorfer Firma Orgelbau Kuhn. 1953 wurde dieses Instrument überholt und 1970 renoviert. Diese Orgel tat bis zum Bau der heutigen Hauptorgel im Jahr 1985 ihren Dienst.

#### Hauptorgel

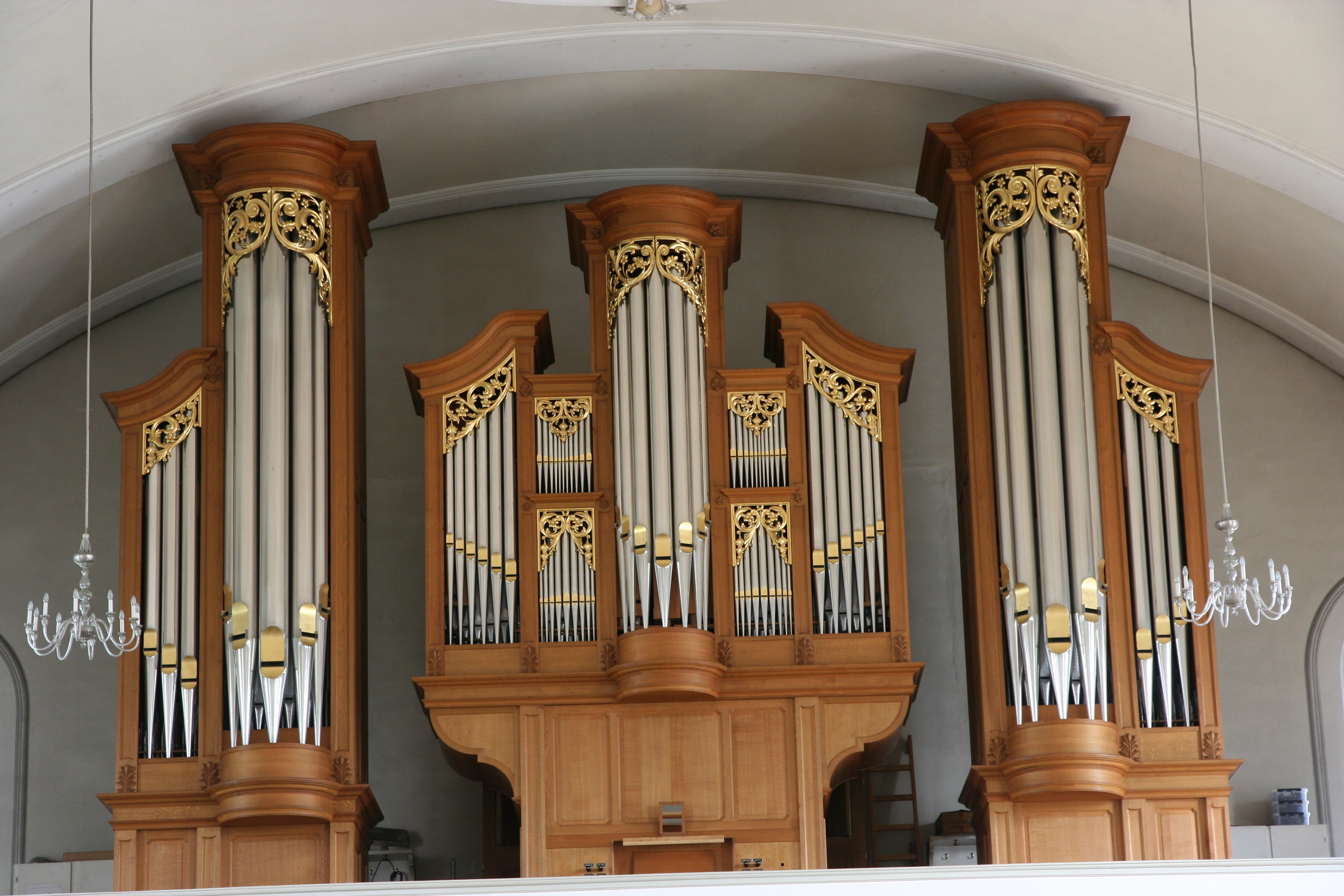
Metzler-Orgel von 1985

Die grosse Orgel wurde 1985 von der Firma Metzler Orgelbau, Dietikon, auf der Empore aufgebaut. Sie umfasst 32 Register, verteilt auf zwei Manuale samt Pedal. Das Werk ist rein mechanisch. In den Manualen sind die Untertasten aus Knochen, die Obertasten aus Grenadill. Die freistehenden Pedaltürme links (C-Seite) und rechts (Cis-Seite) rahmen das Hauptwerk ein, das Schwellwerk ist hinter dem Hauptwerk aufgestellt.
Disposition der Metzler-Hauptorgel:
| Hauptwerk C–f3 |       |
| Bourdon        | 16′   |
| Prinzipal      | 8′    |
| Hohlflöte      | 8′    |
| Gemshorn       | 8′    |
| Oktave         | 4′    |
| Nachthorn      | 4′    |
| Quinte         | 2 ⁄3′ |
| Superoktave    | 2′    |
| Mixtur         | 2'    |
| Cimbel         | 2⁄3′  |
| Trompete       | 8′    |
| Vox humana     | 8′    |

| Schwellwerk C–f3 |        |
| Suavial          | 8′     |
| Rohrflöte        | 8′     |
| Salicional       | 8′     |
| Prinzipal        | 4′     |
| Traversflöte     | 4′     |
| Nasard           | 2 ⁄3′  |
| Mixtur           | 2′     |
| Waldflöte        | 2′     |
| Terz             | 1 3⁄5′ |
| Larigot          | 1 ⁄3′  |
| Dulcian          | 16'    |
| Oboe             | 8'     |
| Tremulant        |        |

| Pedal C–f1 |       |
| Prinzipal  | 16′   |
| Subbass    | 16′   |
| Octavbass  | 8′    |
| Bourdon    | 8′    |
| Octave     | 4′    |
| Mixtur     | 2 ⁄3′ |
| Posaune    | 16′   |
| Trompete   | 8′    |

- Koppeln: II/I, I/P, II/P
- Spielhilfen: Fusstritt Pedalzungen ab, Fusstritt Pleno an-ab, Schweller

#### Chororgel

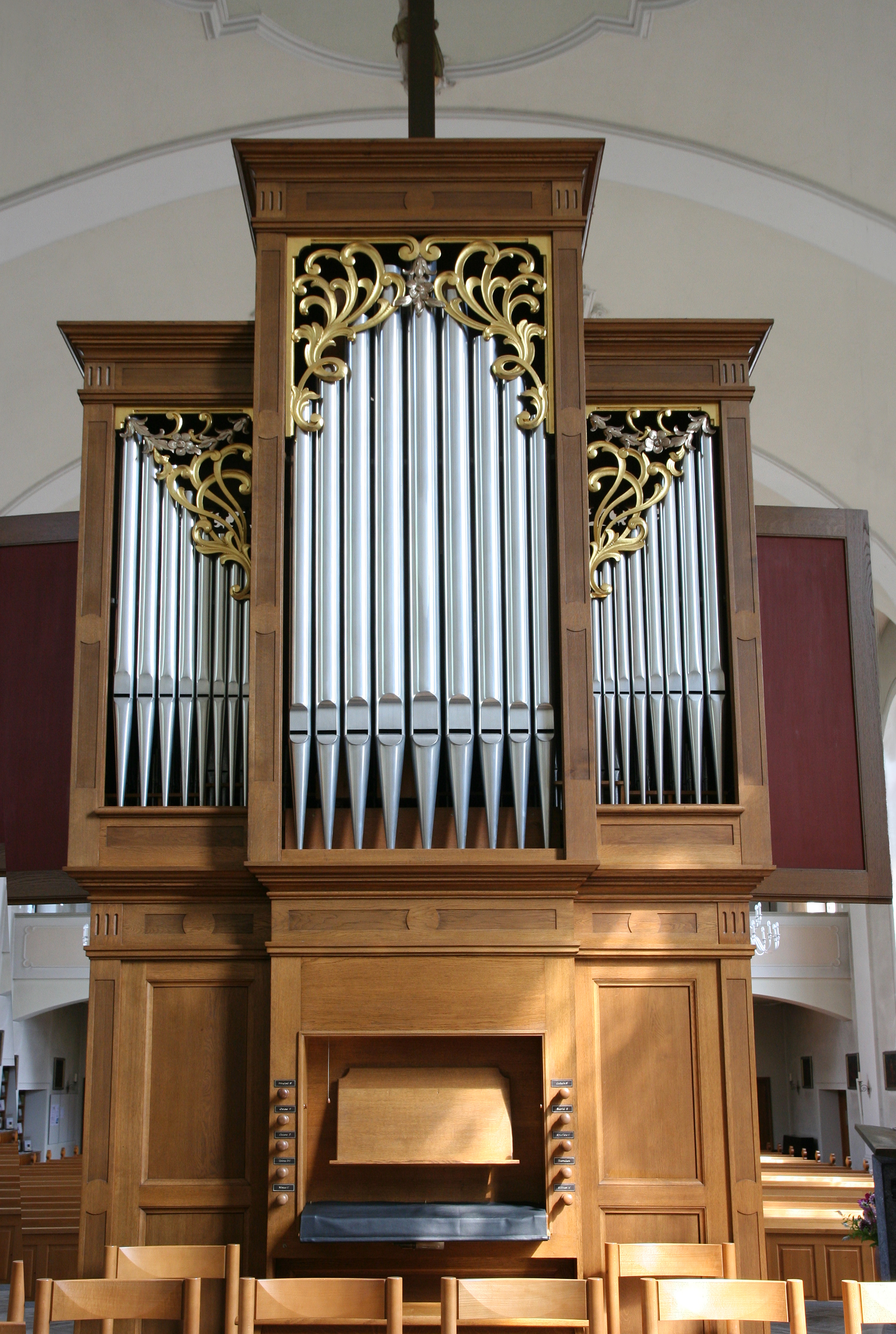
Metzler-Chororgel von 1983

Die Chororgel wurde nach italienischem Vorbild von der Orgelbaufirma Metzler (Dietikon) 1983 gebaut. Ihre neun Register sind verteilt auf einem Manual und Pedal. Es handelt sich um ein Instrument mit mechanischer Traktur. Die Untertasten im Manual sind aus Knochen, die Obertasten aus Grenadill. Die Traktur ist einarmig. Die Chororgel wird für die Begleitung von Werktagsgottesdiensten im Chorraum verwendet und dient teilweise auch für die Gestaltung der sonntäglichen Gottesdienste.
Disposition der Metzler-Chororgel:
| Manual C–                      |       |
| Prinzipal                      | 8′    |
| Gedackt                        | 8′    |
| Suavial (als Voce umana ab c1) | 8′    |
| Oktave                         | 4′    |
| Spitzflöte                     | 4′    |
| Quinte (geteilte Schleife c)   | 2 ⁄3′ |
| Oktave                         | 2′    |
| Mixtur                         | 1′    |
| Tremulant                      |       |

| Pedal C– |     |
| Subbass  | 16′ |

- Koppeln: I/P